# ظرفیت فردی
در حقوق، ظرفیت فردی اصطلاحی هنری است که به وضعیت شخص به عنوان یک شخص حقیقی، متمایز از هر نقش دیگری اشاره دارد.
به عنوان مثال، یک افسر، کارمند یا نماینده یک شرکت، که «در صلاحیت فردی خود» عمل می‌کند، به‌عنوان یک فرد عمل می‌کند، نه به عنوان نماینده شرکت؛ بنابراین، اقدامات آنها به عنوان یک فرد به‌طور کلی مسئولیتی از جانب شرکت نخواهد داشت (این مفهوم به عنوان یک مسئولیت شرکتی نیز شناخته می‌شود) و همچنین آنها هیچ‌گونه حمایتی در برابر مسئولیت اعمال خود به عنوان یک فرد ندارند.
به‌طور کلی، ممکن است توسط یک شخص دوم گفته شود که شخص در مقام خود به عنوان یک فرد عمل می‌کند، هرگاه اقدامات شخص نتیجه تصمیمات خود او باشد، نه اینکه اقداماتی باشد که در مقام خود به عنوان یک عامل به آن شخص یا آژانس دیگری موظف است.